# Bioko
Bioko (dříve Fernando Pó, v jazyce místních obyvatel Otcho) je ostrov sopečného původu, ležící v Guinejském zálivu v Atlantském oceánu přibližně 32 km od pobřeží Kamerunu. Patří Rovníkové Guineji, jedná se o její nejsevernější ostrov a zároveň o její nejdůležitější část, neboť se zde nachází hlavní město země – Malabo. Rozloha ostrova je 2017 km², rozměry 70×32 km. Nejvyšší bod je vrch Pico Basilé (3012 m n. m.) Na ostrově v roce 2001 žilo 260 462 obyvatel.

## Historie
Ostrov byl během poslední doby ledové připojen k africkému kontinentu, ale přibližně před 10 000 lety v důsledku oteplení hladina oceánu stoupla a odřízla ostrov od pevniny.
Na rozdíl od ostatních ostrovů bylo Bioko dlouho obýváno černochy, protože je dobře viditelné z pobřeží. Bantuské kmeny jej osídlily již nejpozději v polovině 1. tisíciletí př. n. l. a vytvořily etnickou skupinu Bubi, jejíž příslušníci na ostrově žijí dodnes, třebaže tvoří již jen menšinu obyvatel ostrova. Bubiové vytvořili organizaci Hnutí za sebeurčení ostrova Bioko (Movimiento para la Auto-determinación de la Isla de Bioko, MAIB), usilující o nezávislost ostrova.
V roce 1472 byl ostrov objeven portugalským mořeplavcem Fernãem do Pó, který jej pojmenoval Formosa Flora, ale v roce 1494, když ho Portugalci učinili svou kolonií, byl na jeho počest pojmenován Fernando Pó. Portugalci na ostrově zřídili plantáže cukrové třtiny. V roce 1778 připadl smlouvou z El Pardo Španělsku.
V roce 1973 prezident Francisco Macias Nguema pojmenoval ostrov podle sebe Macias Nguema Biyogo, po jeho svržení v roce 1979 byl navrácen původní název.

## Operace Postmaster
V noci ze 14. na 15. ledna roku 1942 na ostrov provedla ozbrojená jednotka pod záštitou britské SOE úspěšný diverzní nájezd, s cílem odvléci italskou obchodní loď Duchessa d'Aosta a 2 pomocná plavidla z přístavu Santa Isabel do Lagosu v Nigérii. Důvodem bylo podezření že jmenovaný parník přepravuje zbraně a strategické suroviny pro země Osy a také že slouží jako zásobovací stanice pro německé ponorky. Z hlediska mezinárodního práva vzbudila operace kontroverze, neboť ostrov jakožto španělské území podléhal neutralitě.

## Obyvatelstvo
Obyvatelé jsou původní Bubiové, Fernandinos (kreolové) a zbytek jsou různá bantuská etnika z oblast Guinejského zálivu, především Fangové z kontinentální části Rovníkové Guineje. V Malabu také žije nepočetná skupina cizinců, především díky ropnému bohatství země.